# عبد الكريم العبيدي
عبد الكريم شنان محمد العبيدي هو روائي وإعلامي عراقي. عمل مراسلًا لإذاعة بي بي سي في بغداد لمدة ثلاث سنوات، بث خلالها أكثر من 350 تقريرا اذاعيًا. كما كتب في عمل في عدة صحف ومجلات منها المدى والنهضة والصباح والساعة ومجلة الجيل ومجلة الشبكة. عمل أيضًا مشرفًا على البرامج في قناة العراقية، ومعدًا لعدة برامج وأفلام وثائقية، وترأس القسم الثقافي في صحيفة طريق الشعب البغدادية.
اشتهر مؤلفاته عن العراق وقت الحروب، وحصل على جائزة كتارا للرواية العربية عام 2018. خاض عبد الكريم الحرب العراقية الإيرانية، وتاه في صحراء حفر الباطن، ومنها استوحى روايته «ضياع في حفر الباطن».

## الجوائز
- جائزة كتارا للرواية العربية، فئة الروايات غير المنشورة، الدوحة، 2018، عن رواية «اللحية الأمريكية.. معزوفة سقوط بغداد»[7][8]

## مؤلفاته
تحولت روايته «ضياع في حفر الباطن» إلى مسلسل دراميّ عراقي يحمل نفس الاسم، من إخراج مهدي طالب وبطولة عواطف السلمان وميمون الخالدي وحسن هادي وكاظم القريشي. تحكي الرواية عن شاب من مدينة البصرة ومعاناة الشباب في أوقات الحرب في العراق، فقد التحق بالجيش وقت الحرب مع إيران، ثم أعيد استدعاءه في الغزو العراقي للكويت. أهدى عبد الكريم هذه الرواية إلى زوجته. واحتلت روايته فصلا موسعا في كتاب «الحرب والاحتلال في الخيال العراقي» (بالإنجليزية: War and Occupation in Iraqi Fiction)‏ الصادر باللغة الإنجليزية عن جامعة أدنبرة في بريطانيا.
دارت روايته «الذباب والزمرد» كذلك في الحقبة الزمنية ذاتها، فتدور أحداثها بعد الحرب العراقية الإيرانية، وبعد العدوان الامريكي على العراق عام 1991، وتجري وقائعها في مدينة البصرة أيضًا، كونها المدينة الأكثر تأثرا في الحربين.
كما ألّف مسرحية «تحويلة مؤقتة»، وعرضت على قاعة المسرح الوطني في بغداد، من تمثيل سناء عبد الرحمن وعزيز خيون وإخراج أحمد حسن موسى.
| م | العمل                                | دوره  | عام الإصدار | الناشر                      | عدد الصفحات | رقم تعريفي                             | مراجع         |
| - | ------------------------------------ | ----- | ----------- | --------------------------- | ----------- | -------------------------------------- | ------------- |
| 1 | الذباب والزمرد                       | مؤلف  | 2011        | دار ميزوبوتاميا             | 152         |                                        | [ 15 ] [ 16 ] |
| 2 | تكون مفهوم القوة في الفيزياء الحديثة | مترجم | 2015        | المركز الوطني للترجمة، تونس | 279         | (ردمك 9789938877137)                   | [ 17 ]        |
| 3 | كم أكره القرن العشرين: معلقة بلوشي   | مؤلف  | 2017        |                             | 435         | (ردمك 9781773223834)                   | [ 18 ]        |
| 4 | ضياع في حفر الباطن                   | مؤلف  | 2018        | دار قناديل للنشر والتوزيع   | 240         | (ردمك 9781773223742)                   | [ 13 ] [ 19 ] |
| 5 | ثمانية أعوام في باصورا               | مؤلف  | 2018        | دار قناديل للنشر والتوزيع   |             |                                        | [ 20 ]        |
| 6 | اللحية الأمريكية.. معزوفة سقوط بغداد | مؤلف  | 2019        | دار كتارا للنشر             | 189         |                                        | [ 21 ] [ 22 ] |
| 7 | قصة عرش العراق                       | مؤلف  | 2020        | دار ملهمون للنشر والتوزيع   | 216         | (ردمك 9789948359258، وردمك 9799483592) | [ 23 ] [ 24 ] |